# Handball-Regionalliga Süd 1991/92
Die Saison 1991/92 der Handball-Regionalliga  Süd war die zweiundzwanzigste Spielzeit, welche unter dem Dach des Süddeutschen Handballverbandes (SHV) organisiert wurde und nach der Bundesliga, und der 2. Bundesliga zu den dritthöchsten Spielklassen im deutschen Handball gehörte.

## Saisonverlauf
Süddeutscher Meister sowie Aufsteiger in die 2. Bundesliga wurde der TuS Fürstenfeldbruck und Vizemeister ohne Aufstiegsrecht der TSV 1895 Oftersheim. Erstmals wurde die Handball-Regionalliga Saison in einer Süd/West- und Nord/Oststaffel mit je 12 Teams ausgespielt. 

### Modus
Zwölf Mannschaften spielten in zwei Gruppen eine Hin- und Rückrunde um die süddeutsche Meisterschaft und den Aufstieg
 in die 2. Bundesliga. Die Süddeutsche Meisterschaft wurde in Play-offs ausgespielt. Hierzu qualifizierten sich die jeweiligen Staffelsieger der Saison. Fünf Teams waren die Absteiger in die Oberligen.

### Teilnehmer und Abschlussplatzierungen
Nicht mehr dabei waren die Auf- und Absteiger der Vorsaison. Neu dabei waren die acht
 Aufsteiger (N) aus den Oberligen Südbaden, Baden, Württemberg und der Bayernliga. Neben den Mannschaften der Regionalliga Süd 1991/92 und deren Aufsteigern wurden noch drei Vereine des Landesverbandes Sachsen integriert, dies waren im Einzelnen die SG LVB Leipzig, HSV Dresden und der Zwönitzer HSV 1928.

### Männer

Landkarte Regionalligen: Die blauen Felder umfassten den Bereich der Regionalliga Süd (SHV)

| Gruppe Nord/Ost  1. TuS Fürstenfeldbruck - 2. TSV 1846 Nürnberg - 3. HG Erlangen - 4. TSV Friedberg - 5. TV Oppenweiler - 6. TSB Horkheim (N) - 7. TSV 1860 Ansbach - 8. HSC Bad Neustadt (N) - 9. TV 1877 Lauf (N) - 10 SG LVB Leipzig (N)  11 HSV Dresden (N)  12 Zwönitzer HSV 1928 (AR) | Gruppe Süd/West  1. TSV 1895 Oftersheim (A) - 2. TSV Baden Östringen - 3. TV Schwetzingen - 4. TSV Jöhlingen 1890 (N) - 5. SG Stuttgart/Scharnhausen II (N) - 6. SG Köndringen/Teningen - 7. TuS Helmlingen (N) - 8. TSV Birkenau - 9. TV Weilstetten - 10 TuS Durmersheim - 11 TSV Viernheim 1906 (N) - 12 TuS Oberhausen (N) |

(A) = Absteiger aus der 2. Bundesliga, (N) = neu in der Liga, (R) = Rückzug
  Süddeutscher Meister und Aufsteiger zur 2. Bundesliga 1992/93
- Für die Regionalliga Süd 1992/93 qualifiziert

### Süddeutsche Meisterschaft
TuS Fürstenfeldbruck : TSV 1895 Oftersheim 18:16, 18:20

### Frauen
- Der TSG Ketsch wurde Süddeutscher Meister und hat sich für die 2. Bundesliga 1992/93 der Frauen qualifiziert.